# Григорівська сільська рада (Барвінківський район)
Григорі́вська сільська́ ра́да — адміністративно-територіальна одиниця та орган місцевого самоврядування в Барвінківському районі Харківської області. Адміністративний центр — село Григорівка.

## Загальні відомості
- Григорівська сільська рада утворена в 1991 році.
- Територія ради: 59,976 км²
- Населення ради: 952 особи (станом на 2001 рік)
- Територією ради протікає річка Лукноваха.

## Населені пункти
Сільській раді були підпорядковані населені пункти:
- с. Григорівка
- с. Малолітки
- с. Миколаївка
- с. Петрівка

## Склад ради
Рада складалася з 14 депутатів та голови.
- Голова ради: Сніжковий Олександр Вікторович
- Секретар ради: Одінцова Раїса Володимирівна

### Керівний склад попередніх скликань
| Прізвище, ім'я, по батькові    | Основні відомості                                                         | Дата обрання | Дата звільнення |
| ------------------------------ | ------------------------------------------------------------------------- | ------------ | --------------- |
| Сніжковий Олександр Вікторович | Сільський голова, 1978 року народження, освіта вища, член Партії регіонів | 26.03.2006   | 31.10.2010      |
| Сніжковий Олександр Вікторович | Сільський голова, 1978 року народження, освіта вища, член Партії регіонів | 31.10.2010   |                 |

Примітка: таблиця складена за даними сайту Верховної Ради України

### Депутати
За результатами місцевих виборів 2010 року депутатами ради стали:

#### За суб'єктами висування
| Суб'єкт висування           | Кількість обраних депутатів | %    |
| --------------------------- | --------------------------- | ---- |
| Партія регіонів             | 12                          | 85,7 |
| Комуністична партія України | 1                           | 7,1  |
| Самовисування               | 1                           | 7,1  |

#### За округами
| № округу                    | Прізвище, ім'я, по батькові     | Дата визнання обраним | Освіта             | Партійна приналежність            | Відомості про обраного депутата                        |
| --------------------------- | ------------------------------- | --------------------- | ------------------ | --------------------------------- | ------------------------------------------------------ |
| Комуністична партія України |                                 |                       |                    |                                   |                                                        |
| 4                           | Кузнєцова Ніна Дмитрівна        | 03.11.2010            | середня            | член Комуністичної партії України | пенсіонер                                              |
| Партія регіонів             |                                 |                       |                    |                                   |                                                        |
| 1                           | Ніколенко Олена Олександрівна   | 03.11.2010            | середня            | член Партії регіонів              | Магазин «Шахтар» с. Григорівка, продавець              |
| 3                           | Канавська Людмила Олександрівна | 03.11.2010            | середня            | позапартійна                      | Філія "Григорівська"ДП АФ «Шахтар», робітник           |
| 5                           | Медвєдєва Ірина Володимирівна   | 03.11.2010            | середня            | позапартійна                      | Філія "Григорівська"ДП АФ «Шахтар», техпрацівник       |
| 6                           | Крячок Олексій Іванович         | 03.11.2010            | середня            | позапартійний                     | Філія "Григорівська"ДП АФ «Шахтар», токар              |
| 7                           | Здєльнік Тамара Миколаївна      | 03.11.2010            | середня спеціальна | позапартійна                      | ЧП «Джим», продавець                                   |
| 8                           | Сукова Віра Степанівна          | 03.11.2010            | середня спеціальна | член Партії регіонів              | Філія "Григорівська"ДП АФ «Шахтар», зав. МТФ           |
| 9                           | Одінцова Раїса Володимиріваа    | 03.11.2010            | вища               | позапартійна                      | Григорівськасільська рада, секретар                    |
| 10                          | Суков Василь Олексійович        | 03.11.2010            | середня            | позапартійний                     | Філія "Григорівська"ДП АФ «Шахтар», скотар             |
| 11                          | Одінцов Олександр Васильович    | 03.11.2010            | вища               | позапартійний                     | Богодарівська загальноосвітня школа I-III ст., вчитель |
| 12                          | Довгаленко Валентина Анатолівна | 03.11.2010            | середня спеціальна | позапартійна                      | Гаврилівська амбулаторія сімейної медицини, медсестра  |
| 13                          | Тарасенко Наталія Петрівна      | 03.11.2010            | середня            | позапартійна                      | тимчасово не працює                                    |
| 14                          | Лизогуб Ольга Василівна         | 03.11.2010            | середня            | позапартійна                      | тимчасово не працює                                    |
| Самовисування               |                                 |                       |                    |                                   |                                                        |
| 2                           | Юдицька Світлана Олександрівна  | 03.11.2010            | середня спеціальна | член Партії регіонів              | Філія "Григорівська"ДП АФ «Шахтар», бухгалтер          |